# Rumeni cesar
Rumeni cesar znan tudi kot Rumeni tearh ali s svojim kitajskim imenom Huangdi (kitajsko: 皇帝; pinjin: huángdì), je posamezno božanstvo (šen) v kitajski religiji, eden od legendarnih kitajskih vladarjev in kulturnih junakov, vključenih med mitsko-zgodovinske obdobje treh suverenih in petih cesarjev ter v kozmoloških Pet oblik najvišjega božanstva (kitajsko: 五方上帝; pinjin: Wǔfāng Shàngdì). Izračunani s strani jezuitskih misijonarjev, ki so svoje delo oprli na različne kitajske kronike, pozneje pa sprejeli zagovorniki univerzalnega koledarja v 20. stoletju, ki se začne z Rumenim cesarjem, so Huangdijevi tradicionalni datumi vladavine 2697–2597 ali 2698–2598 pr. n. št.
Huangdijev kult je postal pomemben v poznih vojskujočih se državah in zgodnji dinastiji Han, ko je bil prikazan kot začetnik centralizirane države, kot kozmični vladar in kot pokrovitelj ezoteričnih umetnosti. Tako so mu pripisali veliko število besedil – kot sta Huangdi Neijing, medicinska klasika in Huangdi Sijing, skupina političnih razprav. Huangdi je v začetku 20. stoletja, ko je večji del cesarskega obdobja zmanjševal vpliv, postal spodbujevalec poskusov Han Kitajcev, da bi strmoglavili vladavino dinastije Čing, ki so jo imeli za tujo, ker so bili njeni cesarji Mandžurci. Danes Rumeni cesar ostaja močan simbol znotraj kitajskega nacionalizma. Tradicionalno so mu pripisovali številne izume in inovacije – od luninega koledarja (kitajski koledar), taoizma, lesenih hiš, čolnov, kočij, »igle kompasa«, »najzgodnejših oblik pisave«, civilizacijo in njene koristi in/ali zgodnjo obliko nogometa – Rumeni cesar zdaj velja za začetnika kulture Han (kasneje kitajske kulture).